# 오스트랄로피테쿠스 아프리카누스
오스트랄피테쿠스 아프리카누스(Australopithecus africanus)는 오스트랄로피테쿠스속 중 제일 처음 발굴된 화석으로 1924년 레이먼드 다트 부부가 남아프리카 공화국에서 발견되었다. 레이먼드 다트가 발견한 이 화석을 ‘타웅 아이’라고 한다. 330만년 전~210만년 전에 살았으며 아마도 두 발로 걸었을 것으로 보인다.